# Salomon August Andrée
Salomon August Andrée, znany także jako S.A. Andrée (ur. 18 października 1854 w Grännie w Szwecji, zm. w październiku 1897 na Wyspie Białej w archipelagu Svalbard) – szwedzki inżynier, fizyk, aeronauta i badacz polarny, który zginął podczas nieudanej próby zdobycia bieguna północnego balonem napełnionym wodorem.

## Życiorys
Salomon August Andrée urodził się 18 października 1854 roku w Gränna w południowej Szwecji . Był piątym dzieckiem farmaceuty Klasa Georga Andrée i jego żony Miny . W 1871 roku podjął studia w sztokholmskim Królewskim Instytucie Technicznym, które ukończył w 1874 roku . Po zakończeniu nauki pracował początkowo przez dwa lata jako inżynier-projektant w Sztokholmie .
W 1876 roku wyjechał do Stanów Zjednoczonych jako asystent działu szwedzkiego na wystawie światowej w Filadelfii . Tam zapoznał się z technologią żeglugi powietrznej balonami . Spotkał się tam z amerykańskim pionierem baloniarstwa Johnem Wisem (1808–1879) i przeczytał prace szwedzkiego meteorologa Carla Fabiana Björlinga (1839–1910) o wiatrach w zachodniej Europie Om vindarnas lagar och försöken till väderleksförutsägelser.
W kolejnym roku odbył kurs z zakresu ekonomii narodowej . W latach 1880–1882 pracował jako asystent swojego dawnego profesora Gustafa Roberta Dahlandera (1834–1903) w  Królewskim Instytucie Technologii .
W 1882 roku brał udział w szwedzkiej wyprawy do Svalbardu zorganizowanej pod kierownictwem Nilsa Ekholma (1848–1923) w ramach pierwszego Międzynarodowego Roku Polarnego ustanowionego z inicjatywy Karla Weyprechta (1838–1881) . Przez rok miały być prowadzone skoordynowane pomiary fizyczne i meteorologiczne w całorocznych stacjach na terenie całej Arktyki . Szwedzka wyprawa miała spędzić roku w Mosselbukta, lecz z uwagi na ciężkie warunki ostatecznie stacjonowała na Kapp Thordsen w Isfjorden, gdzie już od 1872 roku stał budynek  wzniesiony na potrzeby firmy eksploatującej fosforyty. Andrée był odpowiedzialny za prowadzenie badań nad zjawiskami elektrycznymi w atmosferze . Po powrocie opublikował wyniki swoich badań . Jednak z uwagi na pomyłki popełnione przez Andrée przy wyliczeniu zapasu nafty na potrzeby ekspedycji, której nafty zabrakło, wyniki jego badań były kwestionowane przez Ekholma .  
Po powrocie ze Svalbardu Andrée krótko pracował na stanowisku technicznym w Królewskim Instytucie Technologicznym, a następnie rozpoczął pracę w urzędzie patentowym, gdzie od 1895 roku pełnił funkcję głównego inżyniera . W 1891 roku został wybrany do rady miasta Sztokholmu z listy partii liberalnej – opowiadał się za skróceniem czasu pracy pracowników miejskich i zaproponował budowę podziemnej sieci obejmującej wodociągi, kanalizację, sieć elektryczną .  
W 1892 roku Andrée poznał Francesco Cettiego, pilota balonów i wkrótce dzięki dotacji fundacji Larsa Hierty (1801–1872) kupił własny balon „Svea” . Na przestrzeni dwóch lat odbył 9 lotów, podczas których prowadził badania naukowe . Prawdopodobnie jako pierwszy w Szwecji wykonał zdjęcia lotnicze . Jako pierwszy odbył lot balonem ze Szwecji do Finlandii . Przeleciał ponad 1300 km w ciągu mniej niż 40 godzin przy średniej prędkości 30 km na godzinę. Podczas lotów doszedł do wniosku, że do sterowaniem balonem można używać lin do kontrolowania wysokości lotu. Wkrótce zaczął planować wyprawę balonem na biegun północny.      

## Wyprawa balonowa na biegun północny

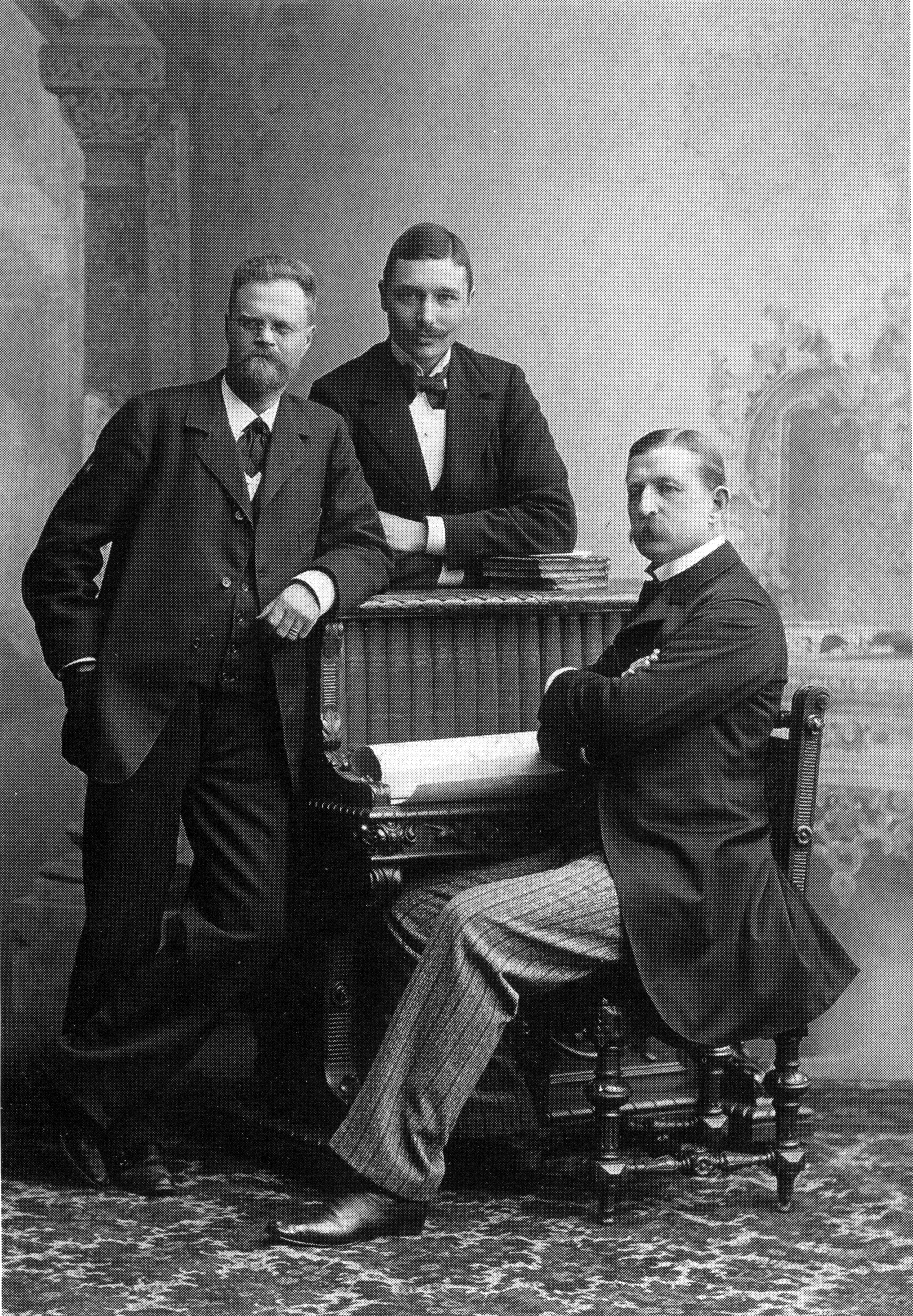
Członkowie wyprawy Andréego:
Nils Ekholm, Nils Strindberg i S.A. Andrée (1896)

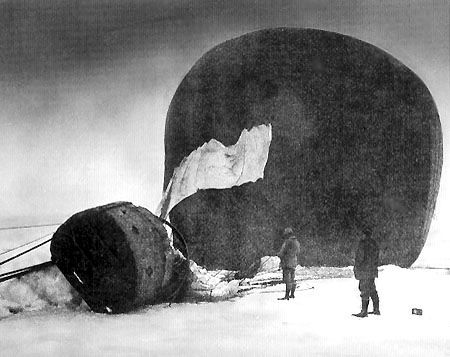
Balon „Örnen” po rozbiciu (1897)

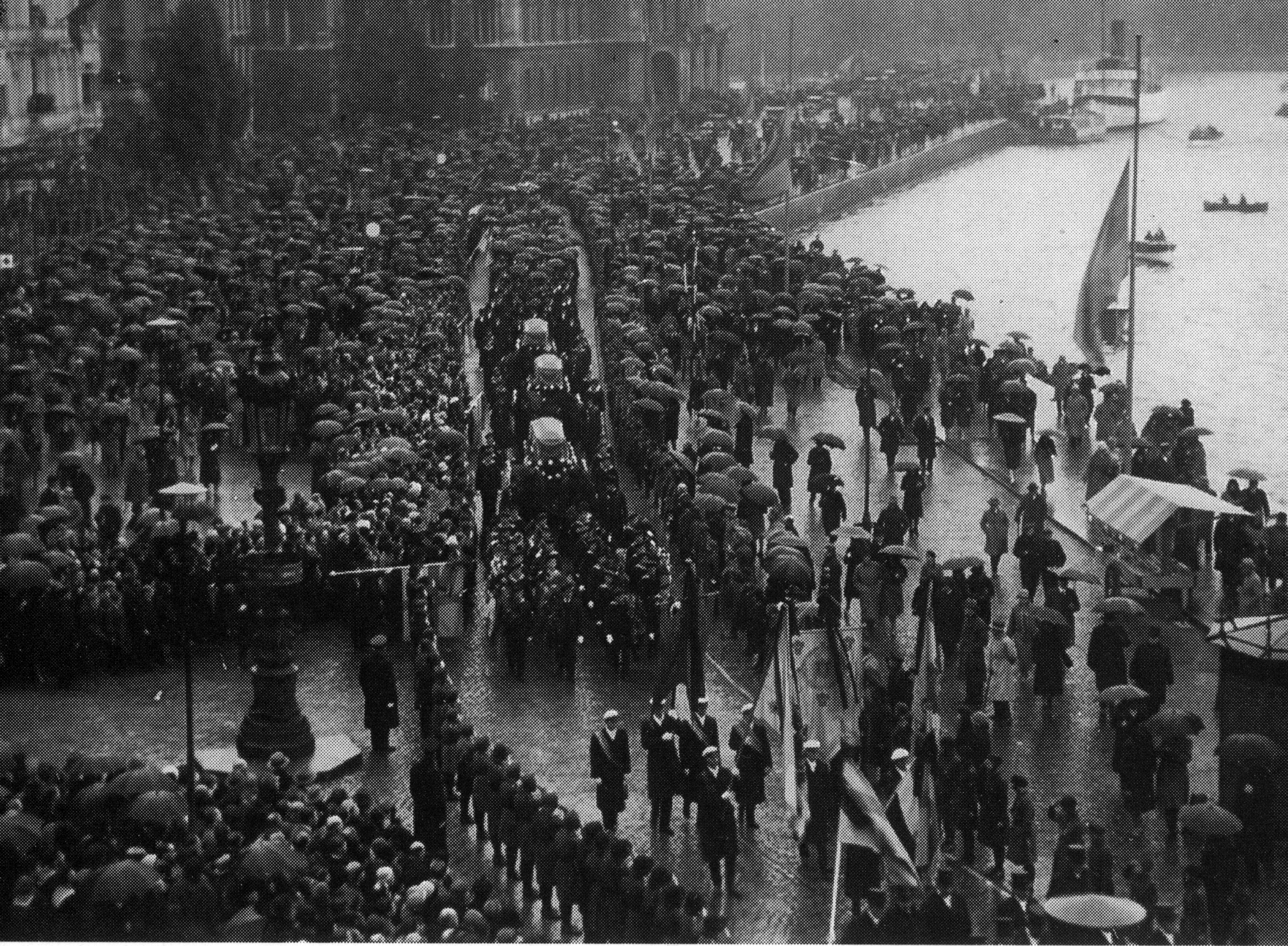
Uroczystość przywiezienia szczątków członków wyprawy Andréego do Sztokholmu (1930)

3 lutego 1895 roku Andrée przedstawił propozycję zbadania północnego regionu polarnego przy użyciu balona. Zaproponował dwie ekspedycje – lot nad biegun północny i z powrotem w 43 godziny oraz przelot nad Oceanem Arktycznym w 6 dni. Uzyskawszy wsparcie Królewskiej Szwedzkiej Akademii Nauk, króla Szwecji Oskara II (1829–1907), Alfreda Nobla (1833–1896) i Oscara Dicksona (1823–1897) zorganizował w 1897 roku taką wyprawę . Budowę nowoczesnego balonu dostosowanego do potrzeb ekspedycji zlecił francuskiemu konstruktorowi balonów Henriemu Lachambre (1846–1904) . Balon miał być m.in. wyposażony w ciemnię, tak by Andrée mógł wywoływać zdjęcia na pokładzie i przesyłać je gołębiami do Szwecji.
Na miejsce startu obrano wybrzeże zatoki Virgohamna w północnej części wyspy Danskøya na północno-zachodnim krańcu Svalbardu . Oprócz Andréego w skład załogi wszedł Nils Ekholm i fotograf Nils Strindberg (1872–1897) . Pierwsza próba startu w 1896 roku nie powiodła się z uwagi na brak wiatru z południa . Ekholm zrezygnował z uczestnictwa w wyprawie .  
Udany start balonu „Örnen” nastąpił rok później – 11 lipca 1897 roku. Oprócz Andréego w skład załogi wszedł także inżynier Knut Frænkel (1870–1897) i Nils Strindberg; członkiem rezerwowym był Vilhelm Swedenborg (1869–1943). Początkowo balon przemieszczał się bardzo szybko, lecz po dwóch dniach, na szerokości 83°N wskutek mrozu i oblodzenia, został zepchnięty na pak lodowy, a załoga zdecydowała się na lądowanie. Wylądowano ok. 500 km od Danskøya i ok. 700 km od bieguna. Ostatnia wiadomość o wyprawie pochodziła z 16 lipca, kiedy to załoga statku wielorybniczego złapała gołębia pocztowego z listem nadanym z balonu 13 lipca o godz. 12.30 z pozycji 82°02′00″N 15°15′00″W/82,033333 -15,250000 z uspokajającą notatką zakończoną słowami „na pokładzie wszystko w porządku” .
Członkowie wyprawy wyruszyli w marsz na południe, odżywiając się mięsem niedźwiedzi polarnych. Dotarli w okolice Wyspy Białej, lecz kra na której się znajdowali rozpadła się. Rozbitkom udało się dotrzeć na ląd, gdzie założyli obóz, jednak żaden z nich nie przeżył. Przyczyny śmierci upatrywano początkowo we włośnicy, której mogli nabawić się przez jedzenie surowego mięsa niedźwiedziego. Później sugerowano również zatrucie jadem kiełbasianym, zatrucie dwutlenkiem węgla w namiocie i samobójstwa . Wnikliwą analizę możliwych przyczyn śmierci przeprowadziła w 2013 roku także szwedzka lekarka Bea Uusma (ur. 1966), która doszła do wniosku, że Strindberg najprawdopodobniej 
wskutek ran odniesionych po ataku przez niedźwiedzia polarnego; Frænkel próbował go ratować, lecz sam został ranny i zmarł; przyczyny śmierci Andrée nie da się jednoznacznie określić .
W 1899 roku na wybrzeżu Ziemi Króla Karola znaleziono jedną z boi, którą wyprawa miała zrzucić na biegun północny, a rok później drugą. Szczątki członków wyprawy odkryto na Wyspie Białej dopiero w 1930 roku i przewieziono do Szwecji, gdzie zostały skremowane a prochy złożone we wspólnym grobie na cmentarzu Norra begravningsplatsen w Sztokholmie . W pozostałościach obozu znaleziono również dwa dzienniki Andréego oraz zapiski Frænkla.

## Upamiętnienie
Na cześć Andréego nazwano na Svalbardzie:
- obszar między Woodfjorden i Wijdefjorden – Ziemia Andréego[8][9]
- niewielki lodowiec Andréebreen[10]
- obszar pozbawiony lodu na zachodnim krańcu Wyspy Białej – Andréeneset[11]
- zatokę na południowo-wschodnim wybrzeżu Wyspy Królewskiej – Andréebukta[12]

a także wyspę u wybrzeża Półwyspu Antarktycznego – Andrée Island .
W 1967 roku Per Olof Sundman opublikował powieść Podróż napowietrzna pana inżyniera Andrée, która została uhonorowana Nagrodą literacką Rady Nordyckiej w 1968 roku . Jej adaptacja filmowa Lot orła, zrealizowana w 1982 przez Jana Troella z Maxem von Sydowem w roli Salomona Andréego była nominowana do Oscara w 1983 roku w kategorii najlepszy film nieanglojęzyczny .